# Robert Brezina
Robert Brezina (* 14. April 1974 in Beroun, Tschechoslowakei) ist ein ehemaliger deutsch-tschechischer Eishockeyspieler.

## Karriere
Bereits mit 19 Jahren stand Robert Brezina bei einem Erstligisten unter Vertrag, so spielte der gebürtige Tscheche ab der Saison 1993/94 für vier Spielzeiten bei den Schwenninger Wild Wings und brachte es dort in 128 Spielen auf 74 Punkte. Anschließend verbrachte der junge Stürmer einige Spielzeiten in der 2. Eishockey-Bundesliga unter anderem in Freiburg, Braunlage und Weißwasser, wo er stets zu den Topscorern gehörte. In diesen Jahren änderte er seinen Spielstil, da er nun das Spiel machen musste, aber in den zwei Jahren zuvor nicht viel Spielpraxis bekommen hatte.
Lediglich die Saison 2001/02 beim DEL-Club Krefeld verlief für ihn persönlich nicht erfolgreich – die Spieltaktik von Trainer Chris Valentine kam Offensivspielern nicht entgegen, die wie er eingesetzt wurden, den Puck tief zu spielen und Tore zu verhindern, anstatt Tore zu erzielen. Nach der erfolglosen Zeit in Krefeld wechselte er zurück in die 2. Bundesliga zu den Heilbronner Falken. Dort hatte Brezina mit Verletzungen zu kämpfen und konnte somit seine Leistungen aus den Vorjahren nicht wiederholen.
In der Saison 2002/03 kehrte Brezina ein drittes Mal nach Freiburg zurück und schaffte mit der Mannschaft den Aufstieg in die Deutsche Eishockey Liga, woran er großen Anteil hatte. Brezina erzielte in dieser Spielzeit insgesamt 56 Punkte und konnte in den Playoffs in 11 Spielen neun Mal punkten. In der folgenden Saison war der 183 cm große und 84 kg schwere Stürmer mit 41 Punkten (25 Tore, 16 Assists) unter den Topscorern des SC Bietigheim-Bissingen und in den Playoff-Begegnungen viertbester Liga-Scorer mit sechs Toren und fünf Assists in acht Spielen.
Im Jahr 2004 nahmen ihn die Verantwortlichen der Augsburger Panther  aus der DEL unter Vertrag. Allerdings konnte er sich wiederum nicht in der DEL durchsetzen und verließ den Verein nach 18 Spielen in Richtung Bietigheim. In der folgenden Spielzeit schloss er sich den Schwenninger Wild Wings an, für die er bereits zwischen 1993 und 1997 aktiv war. Dort bildete er mit Dustin Whitecotton und Dušan Frosch eines der torgefährlichsten Stürmertrios der 2. Bundesliga. Im Sommer 2006 bot der Manager der Dresdner Eislöwen, Jan Tábor, Robert Brezina einen Vertrag für die folgende Spielzeit an. Obwohl er noch einen gültigen Vertrag in Schwenningen besaß, löste er diesen auf und unterschrieb bei den Dresdnern.
Anfang Januar 2007 erfolgte aufgrund von mannschaftsinternen Unstimmigkeiten die Entlassung Brezinas, der bis dahin bester Torschütze der Eislöwen war. Nach seiner Entlassung bei den Dresdner Eislöwen wurde Robert Brezina bei dem REV Bremerhaven unter Vertrag genommen, um die Verletzungsausfälle der Pinguine zu kompensieren. Für die Saison 2007/08 kehrte Robert Brezina nach Weißwasser zurück. Ende Oktober 2007 wechselte er aus familiären Gründen zu den Tower Stars Ravensburg, die er im November 2008 verließ und erneut einen Vertrag beim EHC Freiburg unterschrieb, bei dem er 2009 seine Karriere beendete.

## Karrierestatistik
(Legende zur Spielerstatistik: Sp oder GP = absolvierte Spiele; T oder G = erzielte Tore; V oder A = erzielte Assists; Pkt oder Pts = erzielte Scorerpunkte; SM oder PIM = erhaltene Strafminuten; +/− = Plus/Minus-Bilanz; PP = erzielte Überzahltore; SH = erzielte Unterzahltore; GW = erzielte Siegtore; 1 Play-downs/Relegation; Kursiv: Statistik nicht vollständig)